# شوالیه‌های خودکار و کاغذ
شوالیه‌های خودکار و کاغذ (انگلیسی: Knights of Pen & Paper) یک بازی ویدئویی نقش‌آفرینی است که توسط بیهولد استودیوز ساخته و به دست پارادوکس اینتراکتیو منتشر شده‌است. این بازی در ۳۰ اکتبر ۲۰۱۲ برای آی‌اواس و اندروید، در ۱۸ ژوئن ۲۰۱۳ برای ویندوز، مک‌اواس و لینوکس منتشر شد. نسخه‌های پلی استیشن ۴ و ایکس باکس وان در ۱۳ دسامبر ۲۰۱۸ منتشر شدند. نسخه نینتندو سوئیچ نیز ۲۹ مه ۲۰۱۸ در آمریکای شمالی و ۲۱ نوامبر ۲۰۱۹ در ژاپن منشر شد.
این بازی همچنین نقدهای خوبی دریافت کرده‌است.